# Chersónisos Rodopoú
Chersónisos Rodopoú är en halvö i Grekland.   Den ligger i regionen Kreta, i den södra delen av landet, 260 km söder om huvudstaden Aten.